# Michele de Franchis
Michele de Franchis (6 avril 1875 à Palerme - 19 février 1946 à Palerme) est un mathématicien italien, spécialisé en géométrie algébrique.

## Biographie
Michele de Franchis reçoit son laurea en 1896 à l'université de Palerme, où il a Giovanni Battista Guccia et Francesco Gerbaldi comme professeurs. Il est nommé en 1905 professeur d'algèbre et de géométrie analytique à l'université de Cagliari, puis en 1906 rejoint l'université de Parme, où il est professeur de géométrie projective et descriptive et reste jusqu'en 1909. De 1909 à 1914, il est professeur à l'université de Catane. En 1914, il succède à Giovanni Battista Guccia à la chaire de géométrie analytique et projective de l'université de Palerme.
En 1909, Michele de Franchis et Giuseppe Bagnera reçoivent le prix Bordin de l'Académie des Sciences française pour leurs travaux sur les surfaces hyperelliptiques. De Franchis et Bagnera sont conférenciers invités à l'ICM en 1908 à Rome,,. Il est connu pour le théorème de De Franchis et le théorème de Castelnuovo-de Franchis.
Parmi les élèves de de Franchis figurent Giuseppe Bartolozzi, Margherita Beloch, Maria Ales et Antonino Lo Voi.

## Principales publications
- Primi elementi di geometria, R. Sandron Editore, Palerme, 1901.
- Elementi di aritmetica pratica, R. Sandron Editore, Palerme, 1902.
- Elementi di aritmetica razionale, R. Sandron Editore, Palerme, 1905.
- Geometria elementare, R. Sandron Editore, Palerme, 1909.
- Nozioni di geometria intuitiva, R. Sandron Editore, Palerme, 1909.
- Elementi d'algebra, R. Sandron Editore, Palerme, 1910.
- Elementi di trigonometria rettilinea, R. Sandron Editore, Palerme, 1910.
- Elementi di geometria, R. Sandron Editore, Palerme, 1910.
- Complementi di geometria, R. Sandron Editore, Palerme, 1911.
- Cenni sui determinanti e le forme lineari e quadratiche, Casa editrice D. Capozzi, Palerme, 1919 (pour l'université).
- Elementi di trigonometria rettilinea e sferica, R. Sandron Editore, Palerme, 1921.
- Lezioni di geometria analitica e proiettiva, Casa editrice D. Capozzi, Palerme, 1921 (pour l'université).
- Esercizi di geometria analitica, Casa editrice Vallecchi, Florence, 1935 (pour l'université).
- Trigonometria piana (avec G. Bartolozzi), Tip. S. Lattes & C., Rome, 1937.
- Aritmetica pratica (avec G. Bartolozzi), Tip. S. Lattes & C., Rome, 1937.
- Nozioni di geometria intuitiva (avec G. Bartolozzi), Tip. Ciuni & Trimarchi, Palerme, 1940.
- Lezioni di aritmetica e algebra (avec G. Bartolozzi), Tip. C. Accame, Turin, 1941.
- Lezioni di trigonometria piana (avec G. Bartolozzi), Tip. S. Lattes & C., Rome, 1946.
- Aritmetica e nozioni di algebra (avec G. Bartolozzi), Tip. Albrighi, Segati & C., Rome, 1947.